# Rymdåldern

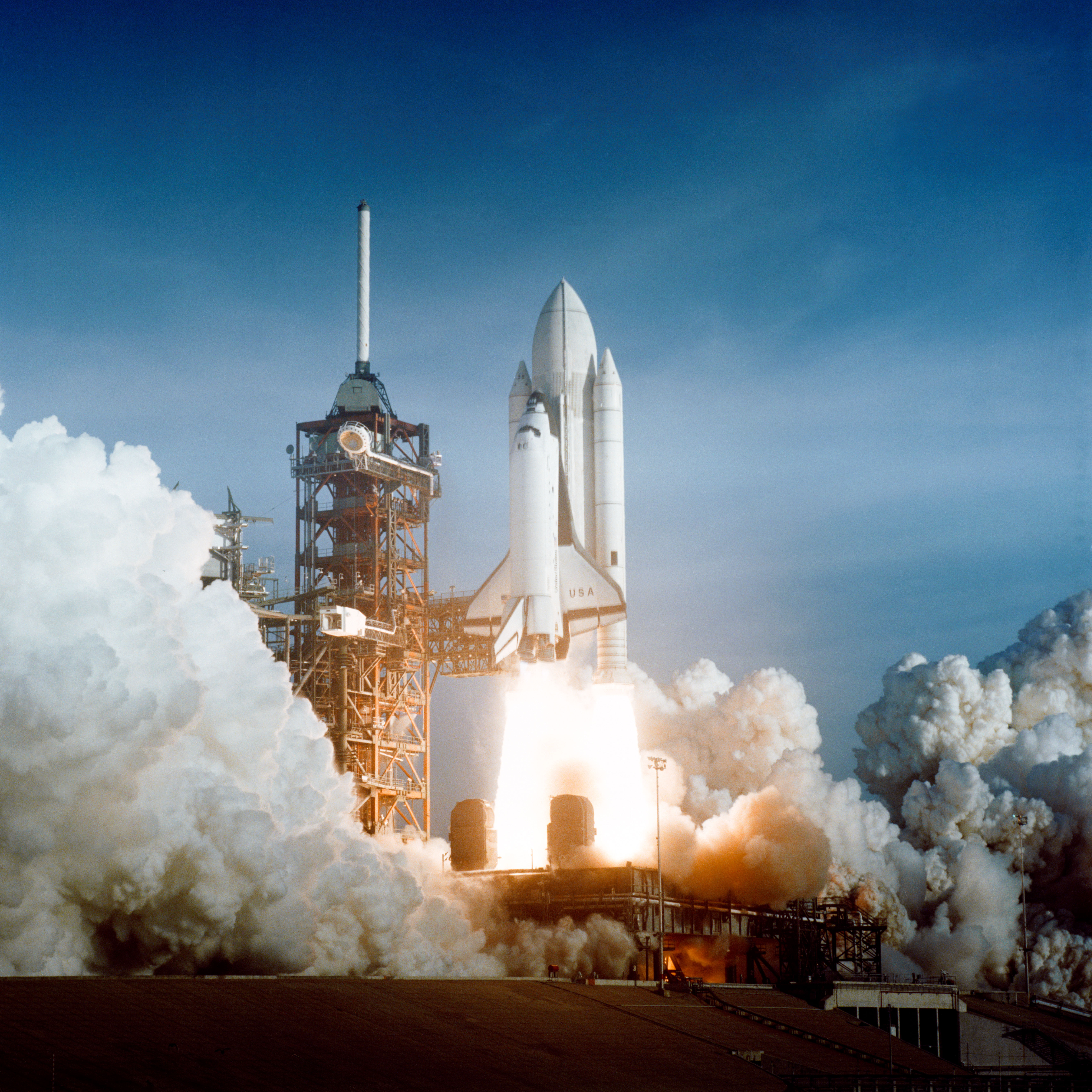
Space Shuttle går iväg på ett bemannat rymduppdrag den 12 april 1981.

Rymdåldern är en samtidisk period som handlar om aktiviteter relaterade till rymdkapplöpningen, rymdfart, rymdteknologi och den kulturella utforskningen influerad av dessa händelser.

## Början
Rymdåldern började med utforskningen av flera teknologier som kulminerade den 4 oktober 1957 då Sputnik 1 avfyrades av Sovjetunionen. Detta var världens första onaturliga satellit, som hade en omloppsbana om jorden på 98,1 minuter och vägde 83 kilogram. Sputnik 1s start ledsagade en ny period politisk, teknologisk och vetenskaplig prestation som kom att kallas rymdåldern.
Rymdåldern karaktäriserades av snabb utveckling av ny teknologi i en hård tävling mellan USA och Sovjetunionen. Utvecklingen gick snabbt inom ämnen raketer, materialvetenskap, datorer och andra områden. Flera av teknologierna som ursprungligen tänktes för rymdrelaterade uppdrag har kommit till användning på andra håll.
Rymdåldern fick sin topp med Apolloprogrammet som nådde fram till större delen av världens befolkning. Då Apollo 11 landade sågs eller hördes händelsen av över 500 miljoner människor världen över och är idag en av de största händelserna under 1900-talet. Sedan dess, och med Sovjetunionens fall, har det allmänna intresset till stora mängder flyttats till andra områden.
Under 1990-talet minskades dock intresset då Sovjetunionen disintegrerades och NASA inte längre hade någon direkt tävling. Världens befolkning blev också mer uppmärksammad på kostnaderna och farorna med rymdresor, framför allt på grund av STS-51-L-katastrofen 1986.
Sedan dess har deltagandet vid rymdresor ökat över hela världen, då fler och fler regeringar och privatpersoner visat intresse. Sedan 1990-talet kallas denna period allt oftare för informationsåldern eftersom rymdforskning och rymdrelaterade teknologier blir mer alldagliga för gemene man.

## Idag
Under 2000-talet startades Ansari X Prize-tävlingen för att hjälpa kommersiella företag med rymdforskning. Tävlingen vanns av SpaceShipOne 2004, vilket blev det första rymdskeppet att skickas ut till rymden utan bidrag från någon regering.
Idag har flera länder rymdprogram; från relaterad teknologi till hela rymdprogram. Det finns många vetenskapliga och kommersiella satelliter i rymden idag, med hundratals satelliter i omloppsbana och flera länder har planer på att skicka ut människor i rymden.

## Större händelser
- 4 oktober 1957 - Sputnik 1 skickas iväg av Sovjetunionen
- 3 november 1957 - Sputnik 2 med den första levande varelsen i rymden, hunden Lajka.
- 2 januari 1959 - Luna 2 blir en första farkost att kraschlanda på en annan himlakropp.
- 7 oktober, 1959 - Luna 3 tar de första bilderna av månens baksida.
- 12 april 1961 - Jurij Gagarin blir den första människan i rymden.
- 16 juni 1963 - Valentina Teresjkova blir den första kvinnan i rymden.
- 8 mars 1965 - Aleksej Leonov genomför världens första rymdpromenad.
- 21 december 1968 - Första människorna i omloppsbana runt månen.
- 21 juli 1969 - Neil Armstrong blir den första människan att gå på månen
- 23 april 1971 - Den första (lilla) rymdstationen, Saljut 1 skjuts upp.
- 14 maj 1973 - USA skjuter upp sin första rymdstation, Skylab
- 3 december 1973 - Pioneer 10 blir den första farkosten av direkt observera Jupiter, och den första att passera genom asteroidbältet.
- 15 juli 1975 - Första samarbetet mellan USA och Sovjet. Dockningen i ASTP.
- 20 juli 1976 - Viking 1 landar på Mars och sänder de första tvbilderna från planeten.
- 12 april 1981 - Den första rymdfärjan, Space Shuttle, startas för första gången.
- 19 februari 1986 - Den första större rymdstationen, Mir, startas. Mir låg i omloppsbanan i mer än 15 år.
- 14 februari 1990 - Voyager 1 tar för första gången fotografier på hela Solsystemet.
- 24 april 1990 - Det första stora rymdteleskopet, Rymdteleskopet Hubble, sätts in i omloppsbanan.
- 20 november 1998 - Den första modulen till Internationella rymdstationen skjuts upp.
- 2 november 2000 - Expedition 1 bosätter sig i Internationella rymdstationen, den största rymdstationen designad av en människa.
- 29 september 2011 - Kina skjuter upp sin första rymdstation, Tiangong 1